# دروازه کشمیری (دهلی)

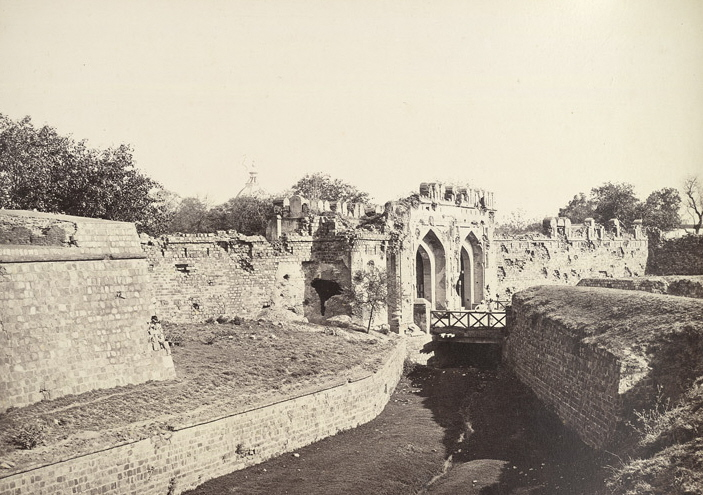
دروازه کشمیری، c. ۱۸۵۸

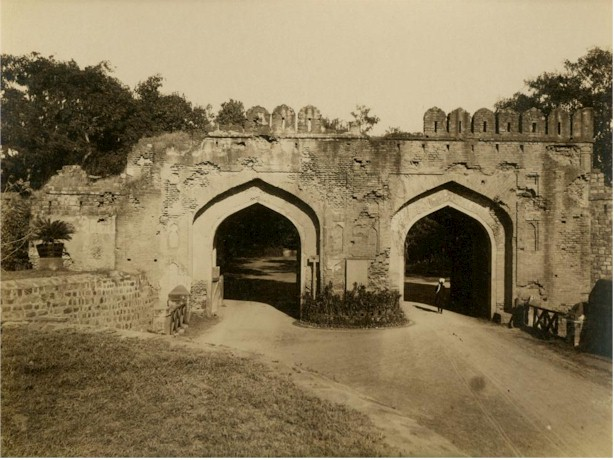
دروازه کشمیری، حدود ۱۸۶۵

دروازه کشمیری دروازه‌ای تاریخی است که در دهلی قدیم، دهلی، هند واقع شده است. این دروازه به عنوان ورودی شمالی به شهر محصور شاه‌جهان‌آباد، پایتخت امپراتوری مغول، عمل می‌کرد. این دروازه که توسط شاه جهان، امپراتور مغول در اواسط قرن هفدهم ساخته شد به دلیل نزدیکی به جاده‌ای که به کشمیر منتهی می‌شد به این نام خوانده می‌شود. این بنا نه تنها به خاطر شکوه معماری‌اش، بلکه به خاطر نقشی که در رویدادهای مهم از جمله شورش ۱۸۵۷ هند داشته، اهمیت تاریخی دارد. امروزه، دروازه کشمیری یک بنای برجسته در دهلی است که چندین جاده اصلی را به هم متصل می‌کند و به عنوان قطبی برای شبکه حمل و نقل شهری عمل می‌کند.
دروازه کشمیری نام خود را از مناطق اطراف آن در شمال دهلی، واقع در منطقه دهلی قدیم، گرفته است.

## کلیسای سنت جیمز

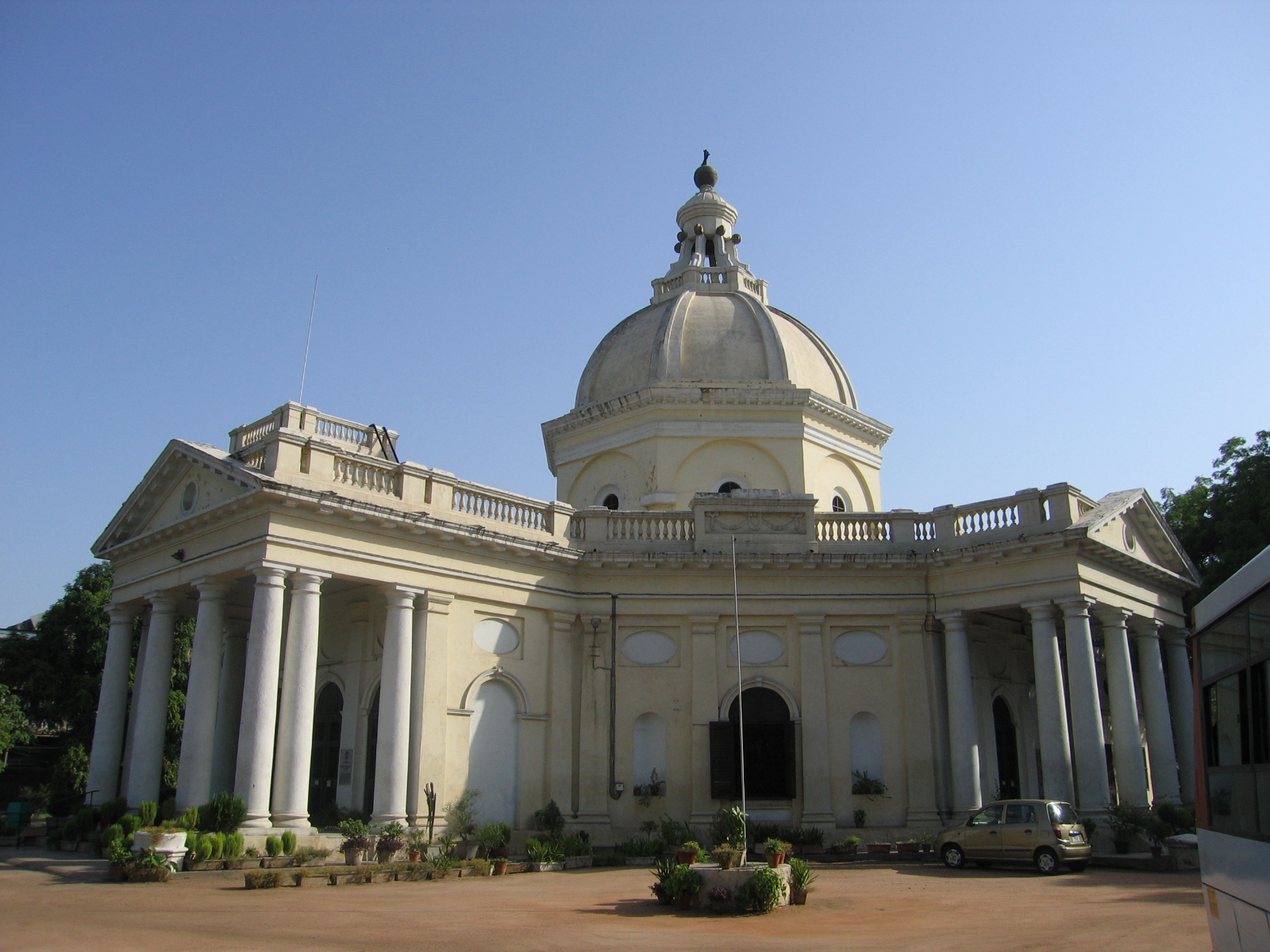
کلیسای سنت جیمز یا کلیسای اسکینر، دروازه کشمیری، دهلی

کلیسای سنت جیمز که به نام کلیسای اسکینر هم معروف است به دستور کلنل جیمز اسکینر (۱۷۷۸–۱۸۴۱)، افسر نظامی مشهور آنگلو-هندی که هنگ سواره نظام اسکینر را تأسیس و فرماندهی کرد، ایجاد شد. این کلیسا توسط سرگرد رابرت اسمیت طراحی شد و بین سال‌های ۱۸۲۶ تا ۱۸۳۶ ساخته شد.